# Franz Ilwof

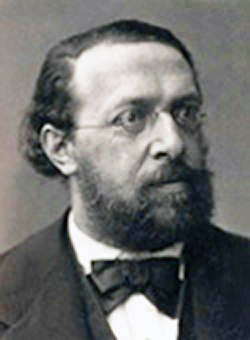
Franz Ilwof, irgendwann vor 1907 (StLA, Sammlung Bude)

Franz Ilwof (* 4. September 1831 in Graz; † 21. Mai 1916 ebenda) war ein österreichischer Pädagoge, Rechtswissenschaftler und Heimatforscher.

## Leben
Ilwof stammte aus einer nach Österreich eingebürgerten russischen Familie, deren ursprünglicher Name Lwoff (Lwow) war. Er studierte an der Universität Graz. Dort wurde er 1853 zum Dr. phil. promoviert. Die Lehramtsprüfung für die Lehrfächer Geschichte, Geographie und Germanistik bestand er in Wien. Anschließend ging er 1855 in das Lehramt. Er kehrte nach Graz zurück und wurde 1860 zum Dr. iur. promoviert.
Ilwof war von 1869 bis 1874 Stadtschulinspektor. Außerdem wurde 1869 Honorardozent für Staatswissenschaft an der Technischen Hochschule Graz, ein Amt, das er bis 1908 innehatte. In dieser Zeit war er an der Hochschule auch Mitglied der Staatsprüfungskommission für Vermessungsgeometer für den Bereich Verwaltungsrecht sowie Mitglied der staatswissenschaftlichen Prüfungskommission. Daneben wurde er 1869 Verwaltungsrat der Wechselseitigen Brandschaden-Versicherungsanstalt.
Ilwof war von 1870 bis 1875 Mitglied des Gemeinderates sowie 1870/71 zudem Stadtrat in Graz. Von 1874 bis 1880 vertrat er die Stadtgemeinde im steiermärkischen Landesschulrat. Daneben bekleidete er von 1875 bis 1890 das Amt des Direktors an der Landes-Oberrealschule in Graz. 1886 bekam er den Titel Regierungsrat verliehen.
Ilwof war von 1892 bis zu seinem Tod Gründungsmitglied der Historischen Landeskommission für Steiermark (HLK) und außerdem von 1892 bis 1901 Mitglied deren Ständigen Ausschusses. 1902 ernannte man ihn zum Vizepräsidenten der Wechselseitigen Brandschaden-Versicherungsanstalt.
Ilwofs Geschichtsforschung hat entscheidenden Anteil an der Widerlegung des Mythos um die Schlacht bei Radkersburg und auch großen Anteil an der Widerlegung des Mythos von der Schlacht bei Villach.
Seine etwa 4.000 Bände umfassende Bibliothek stiftete er der Hochschulbibliothek der Technischen Hochschule in Graz.

## Werke (Auswahl)
Ilwof trug diverse Artikel zur Allgemeinen Deutschen Biographie (ADB) sowie zu den historischen Zeitschriften für Steiermark bei. Daneben publizierte unter anderem:
- Beiträge zur Geschichte der Alpen- und Donauländer, 2 Bände, Ferstl, Graz 1856–1857.
- Maria Theresia vom Aachener Frieden bis zum Schlusse des siebenjährigen Krieges 1748–1763, Prandel und Ewald, Wien 1865.
- Graz: Geschichte und Topographie der Stadt und ihrer Umgebung, Granz 1875.